# Museo del Trabajo (Hamburgo)
El Museo del Trabajo (en alemán: Museum der Arbeit) es un museo histórico de Hamburgo, Alemania, que cubre los últimos dos siglos de desarrollo del trabajo y de la vida laboral en la ciudad hanseática, con especial enfoque en los efectos sociales, culturales y económicos de la industrialización y en los sectores laborales típicos de Hamburgo. El museo forma parte de la Ruta Europea de Patrimonio Industrial.
El Museo del Trabajo gestiona los también hamburgueses Hafenmuseum (Museo del Puerto de Hamburgo) y Speicherstadtmuseum, actualmente considerados sucursales independientes de este.

## Historia

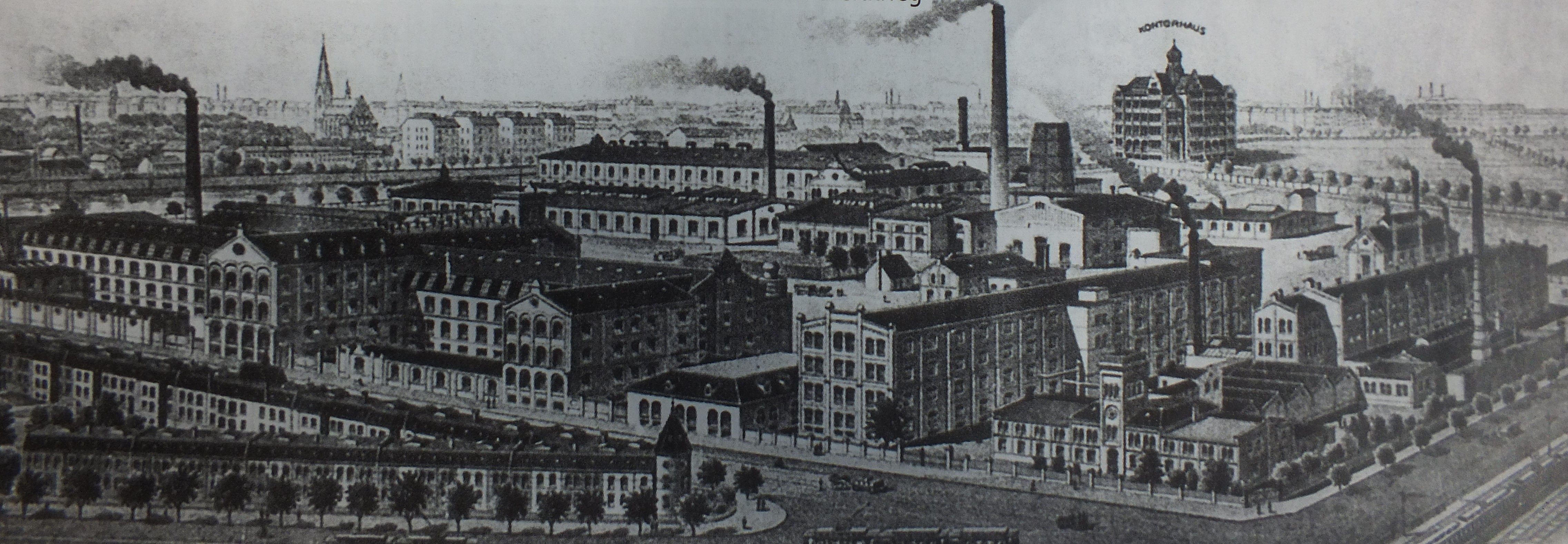
Imagen del conjunto industrial de la New-York Hamburger Gummi-Waaren Fabrik, 1914

Los planes para construir un museo de estas características fueron trazados ya en los años 1970, y en 1980 se fundó la Asociación de Amigos de Museo del Trabajo (un paso preliminar que se suele dar en Alemania anteriormente a la fundación de ciertos museos). Actualmente, la asociación cuenta con 1300 miembros de la academia y la sociedad hamburguesas.
En 1982 se inauguró la primera exposición —de carácter provisional— con una colección recién elaborada en el histórico edificio de la New-York Hamburger Gummi-Waaren Compagnie (Compañía neoyorquina-hamburguesa de productos de goma), construido en 1871 en el distrito de Barmbek. El edificio incluía un taller permanente, donde se trabajaba en la ampliación de la colección y el desarrollo planes de expansión.
El concepto original del museo se centraba en las clases obreras y su contribución al desarrollo laboral de Hamburgo, entendido por algunos como protesta de tintes políticos, por lo que el propósito del proyecto de ser considerado un museo estatal independiente se encontró con mucha oposición en el pleno del Senado hamburgués, siendo alcanzada una mayoría muy frágil a su favor.
Los trabajos de construcción comenzaron en 1992, y el primer edificio del museo, llamado Kesselhaus (‘Casa de las calderas’), fue inaugurado en 1994 en una ubicación relevante durante los años de la industrialización. Tras largos meses de negociaciones, la exposición permanente del museo se instaló por fin en el edificio principal en enero de 1997, considerada fecha de inauguración oficial del establecimiento.
A partir de 2008 el museo —como otros museos históricos públicos de la ciudad— está patrocinado y gestionado por la Fundación de Museos Históricos de Hamburgo (Stiftung Historische Museen Hamburg).

## El museo

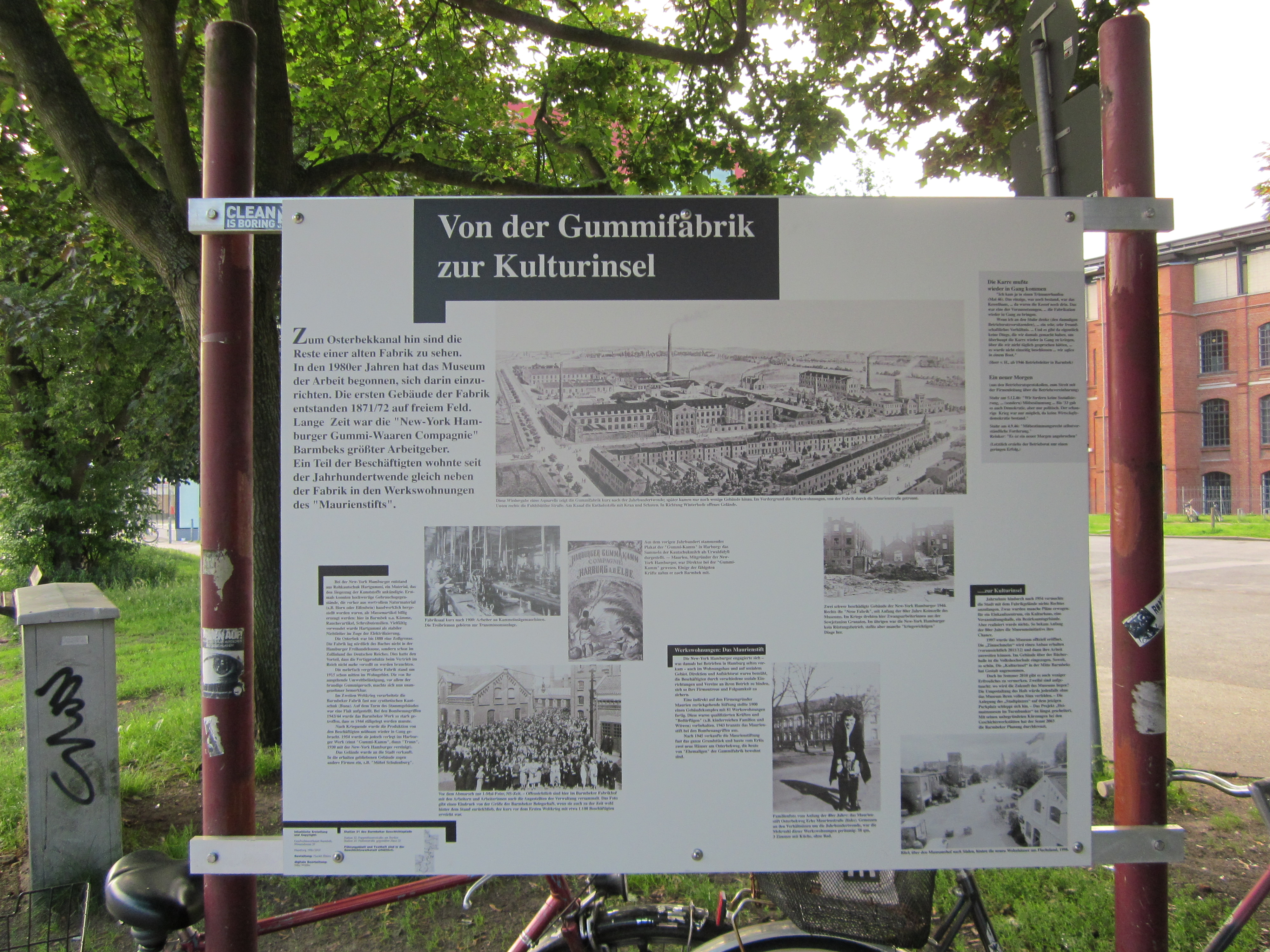

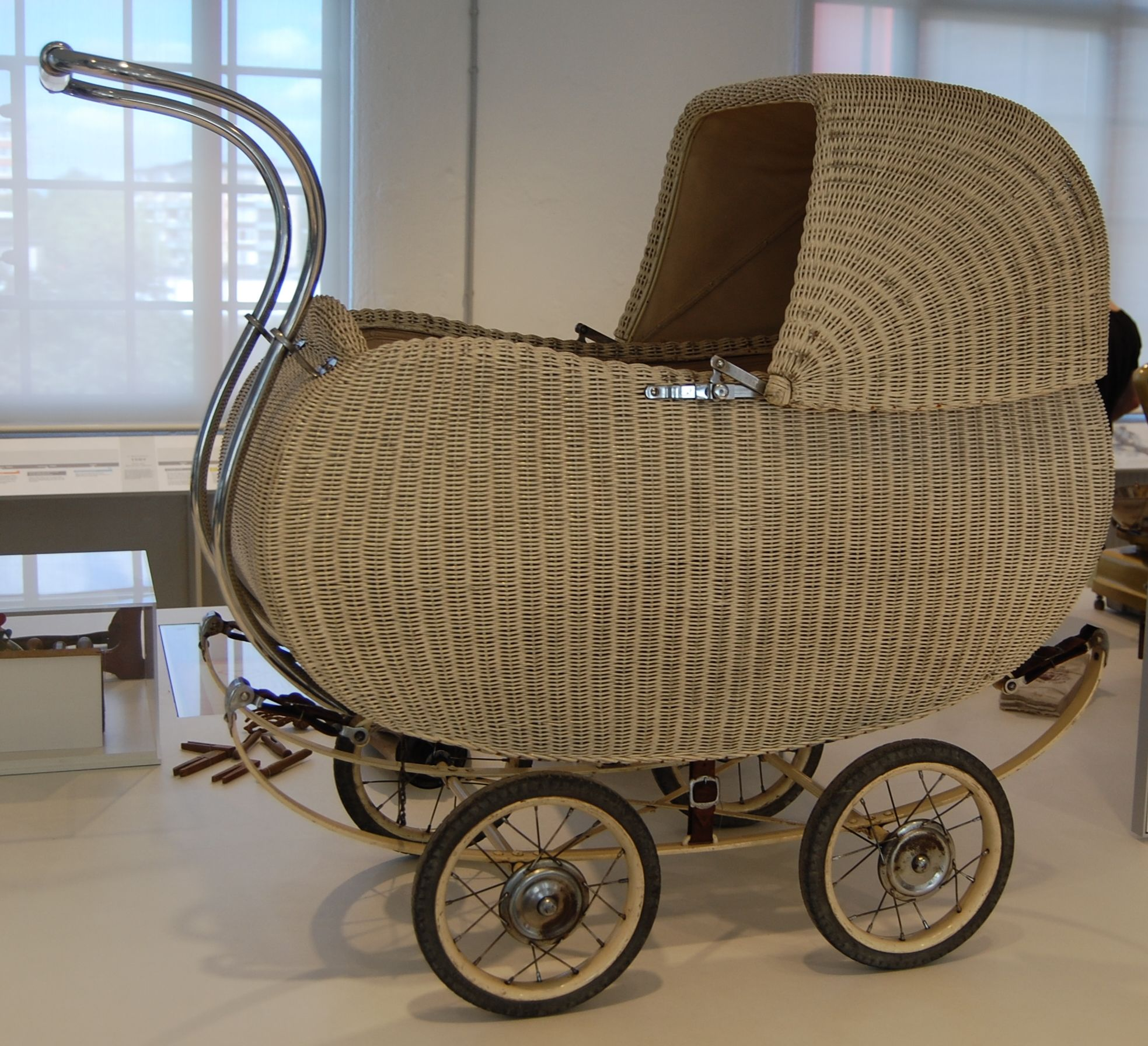

La zona en la que se encuentra hoy el Museo del Trabajo tiene una historia vívida, llena de acontecimientos relacionados con el desarrollo laboral de la ciudad. El antiguo complejo industrial no es solo un monumento a la identidad de Barmbek como distrito de clase obrera, sino que también introduce una perspectiva diferente sobre la ciudad hanseática, que a menudo se percibe únicamente como una metrópolis comercial.
Una de las colecciones más importantes del museo es la donada por el fotógrafo y reportero hamburgués Gerd Mingram, quien cedió su archivo de 80 000 fotografías relacionadas con la vida social y laboral de la ciudad y la región.
La biblioteca del museo ofrece libros y documentos sobre la historia de Hamburgo durante los siglos xix y xx desde las perspectivas de la vida cotidiana, historia social, historia laboral, tecnología, economía y las personas (los trabajadores, el papel de las mujeres, etc.).

### Exhibiciones y piezas destacadas

#### Exhibiciones permanentes
- Alltag im Industriezeitalter («El día a día en tiempos de industrialización»): Contiene la colección del museo original de la New-York Hamburger Gummi-Waaren y documentos relativos a su historia.
- Metallwarenfabrik Carl Wild («La fábrica metalúrgica Carl Wild»): Contiene piezas fabricadas por esta fábrica característica de Hamburgo, de las primeras en aplicar esmalte industrial.
- Exhibición del desarrollo de las típicas «oficinas de comercio hanseáticas», desde principios del comercio exterior en el siglo xix hasta la década de 1950, con las herramientas y maquinaría típicas según cada época.

#### Exhibiciones al aire libre

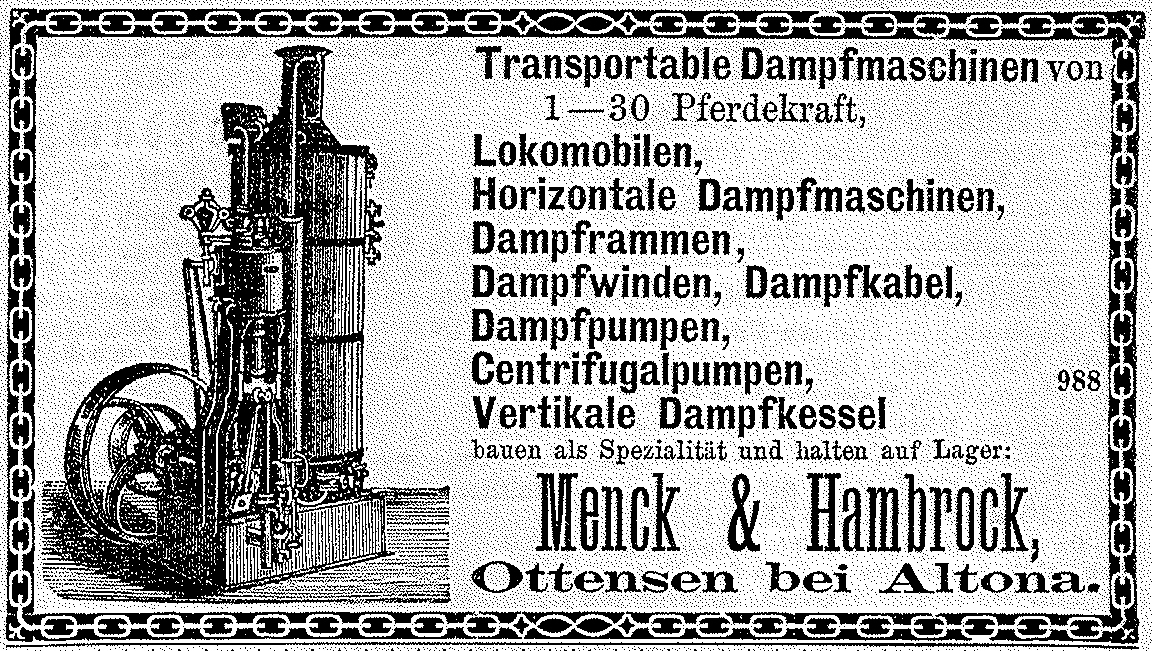
Anuncio de Menck & Hambrock en la revista Über Land und Meer

Algunas de las piezas exhibidas en el museo son de maquinaría pesada. Una de ellas – una excavadora Menck & Hambrock de 1937, aún en buen estado de funcionamiento, está disponible para demostraciones. Menck & Hambrock fue una de las históricas empresas alemanas de maquinaría pesada del siglo xx, con sede en Hamburgo-Ottensen desde 1868 a 1974.

También en el patio del museo se exhibe la cabeza de corte original de la tuneladora usada en 1975 para cavar los túneles bajo el río Elba, apodada TRUDE (por sus siglas en alemán, Tief Runter Unter Die Elbe, Profundamente debajo del Elba). Dichos túneles se denominan hasta el día de hoy como «Nuevos túneles del Elba», ya que los originales fueron excavados en 1911.

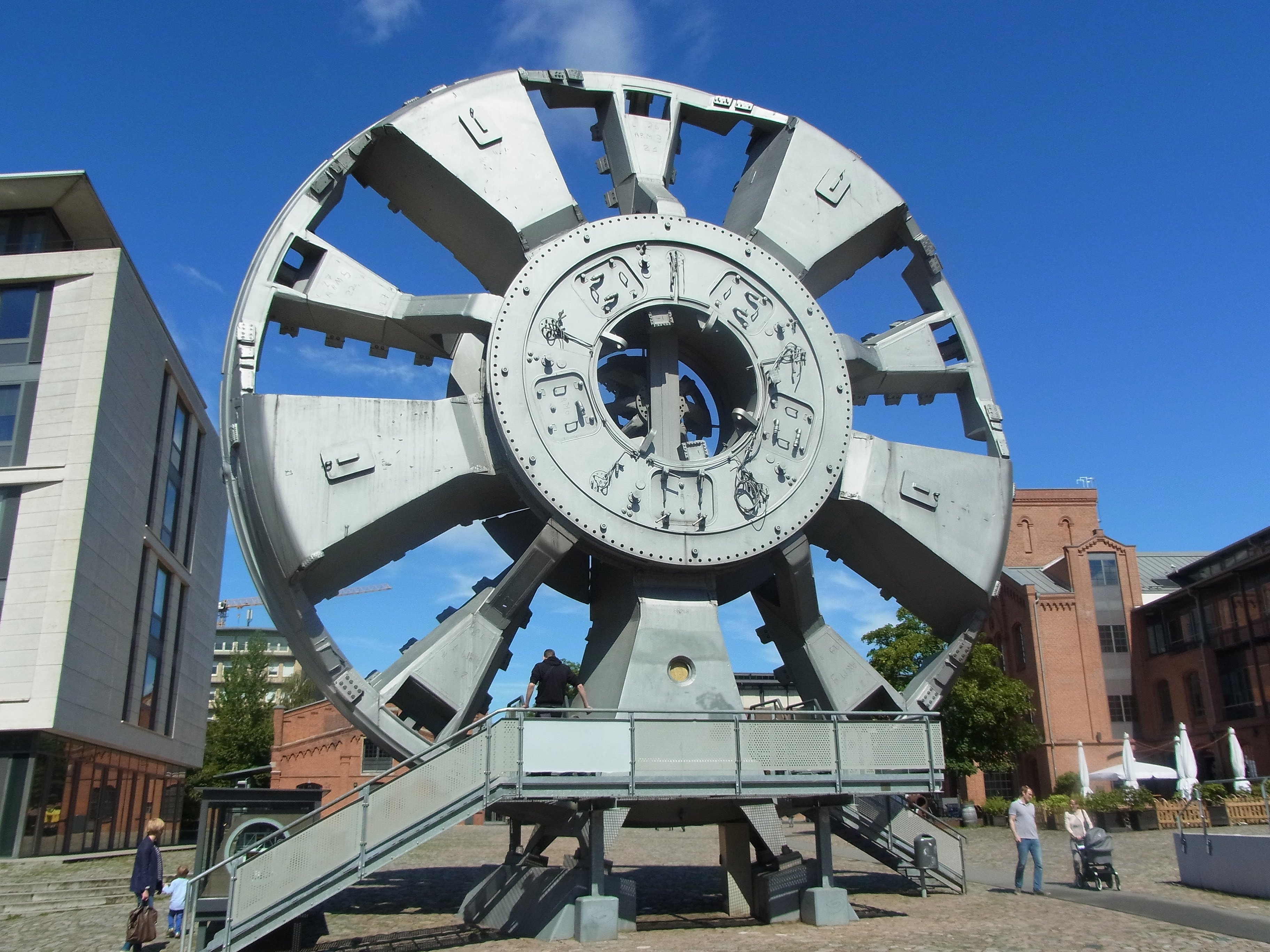
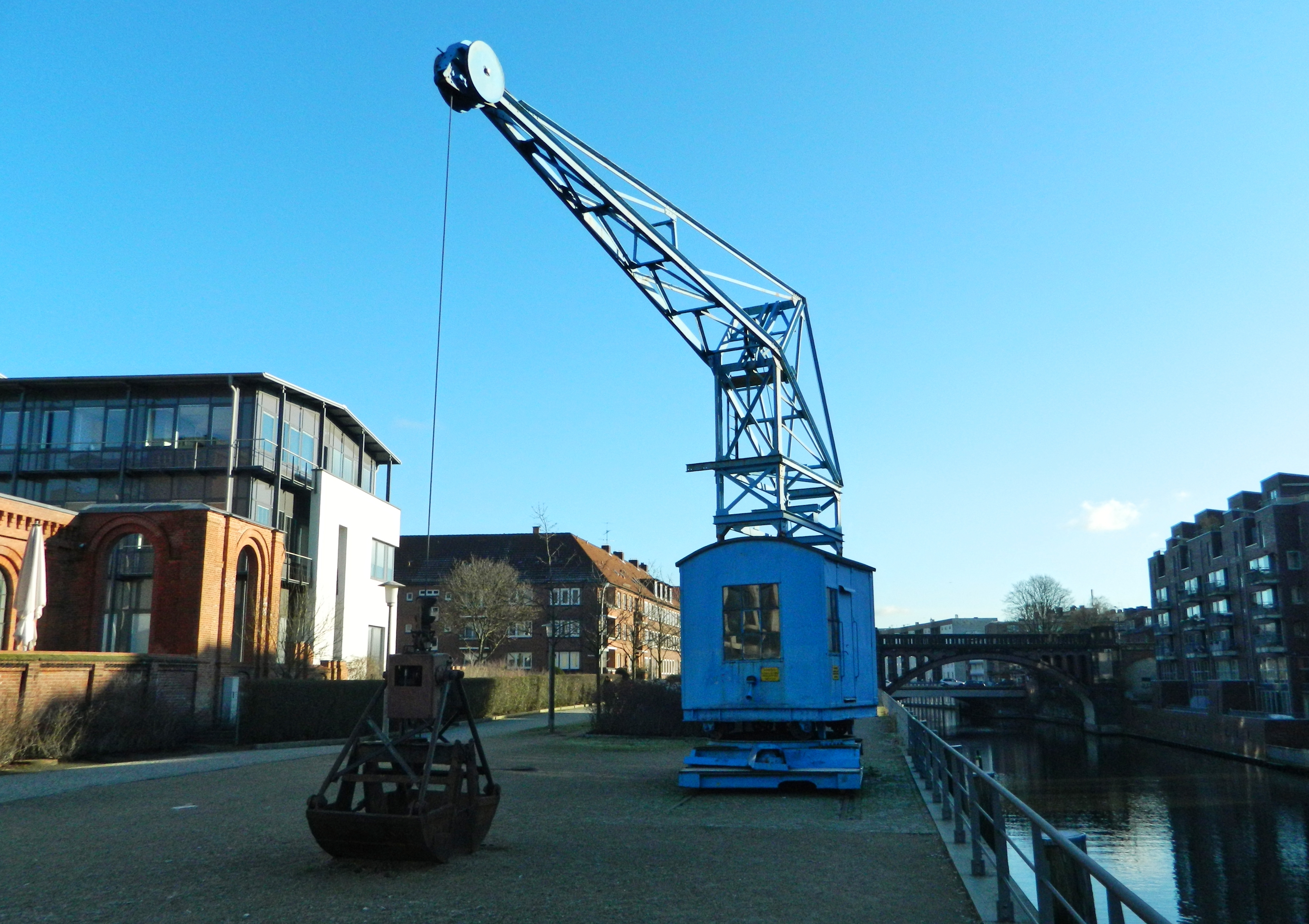
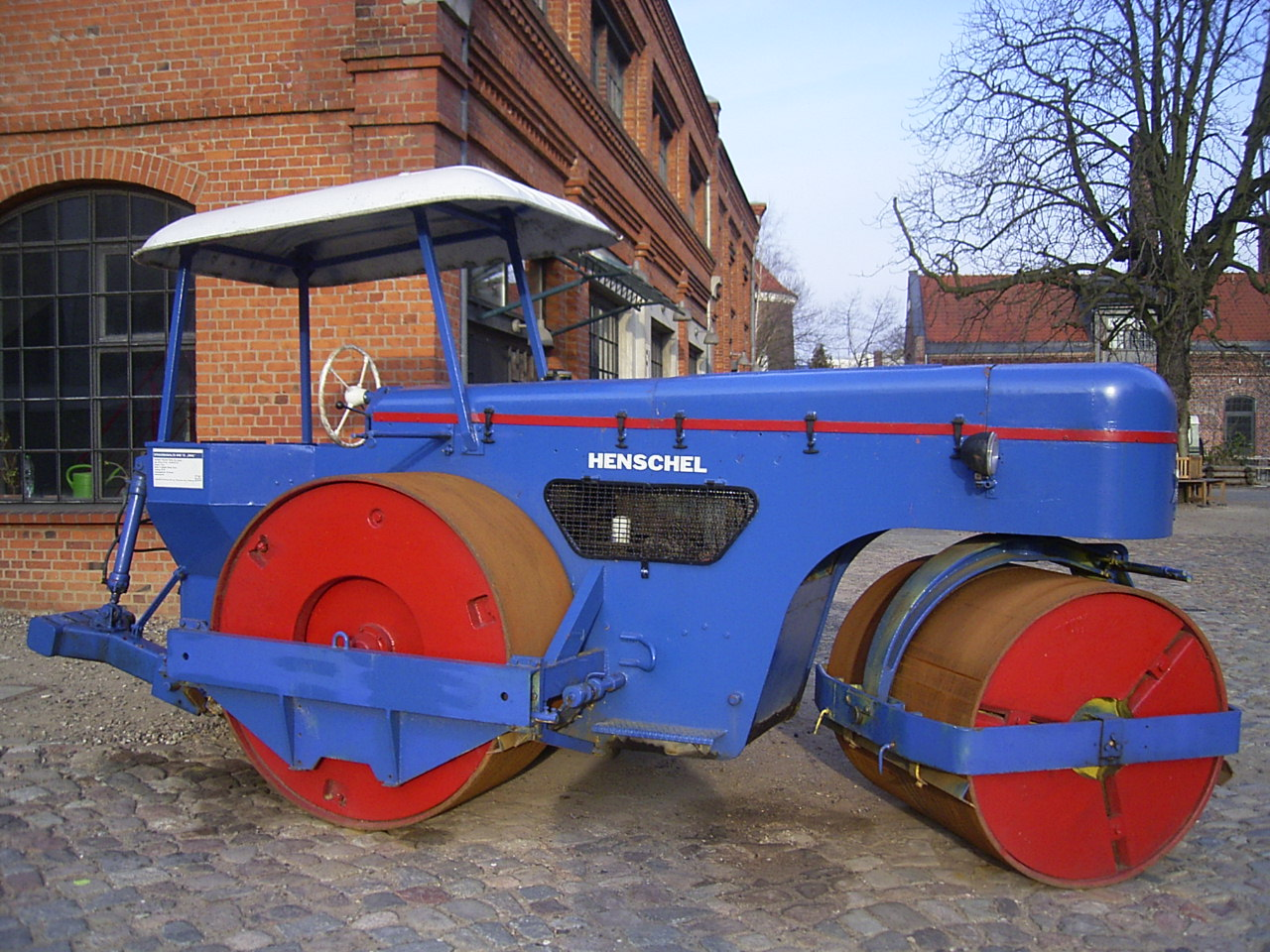

#### Exhibiciones temporales
Algunas de las exhibiciones temporales que se han presentado en el Museo del Trabajo son:
- 2010/2011 – Werbewelten Made in Hamburg, «Mundos publicitarios: 100 años de Reemtsma»: Contando la historia de la publicidad en Hamburgo a través de la historia de esta empresa tabaquera, de las más grandes de Europa.
- 2011 – Tunnel: Hamburg und seine Unterwelt, «Túnel: Hamburgo y su bajo mundo» (el nombre de la exhibición es un juego de palabras deliberado): Celebración del 100.º aniversario de la inauguración del túnel del Elba (1911), narrando la historia, el significado y la importancia de la construcción de los túneles para la ciudad y sus residentes.
- 2013/2014 – Der Wanderarbeiter, «El trabajador migrante»: Exposición fotográfica sobre la historia de los trabajadores migrantes en la ciudad de Hamburgo.
- 2015/2016 – Zwangsarbeit: Die Deutschen, die Zwangsarbeiter und der Krieg, «Trabajo forzado: los alemanes, los trabajadores forzados y la guerra».
- 2017/2018 – Das Kapital von Karl Marx, «El Capital de Karl Marx»: La historia de la imprenta local representada a través del primer volumen de El Capital de Marx, impreso en Hamburgo hace 150 años.

#### Exhibiciones temporales planificados (2021/2022)
- Grenzenlos: Kolonialismus, Industrie und Widerstand, «Sin fronteras: colonialismo, industria y resistencia»[8]
- Konflikte. Die Ausstellung, «Conflictos: la exposición»[7]